# North Platte (Nebraska)
North Platte város az USA Nebraska államában, Lincoln megyében, melynek megyeszékhelye is. Lakosainak száma 23 390 fő (2020. április 1.).
North Platte 1866-ban jött létre, amikor a Union Pacific az első transzkontinentális vasútvonalat kiterjesztette eddig a pontig. A településen található az Union Pacific Railroad egyik rendezőpályaudvara. Nevét a North Platte folyóról kapta.

## Népesség
A település népességének változása:

| 2010 | 24 733 |
| 2020 | 23 390 |